# Faustino Picallo
Faustino Picallo (Godoy Cruz, 1 de septiembre de 1898- Buenos Aires, 16 de julio de 1971) fue un político argentino de Mendoza. Fue elegido gobernador de la provincia de Mendoza en las elecciones de 1946, en la fórmula lo acompañaba Rafael Tabanera como vicegobernador. Ambos eran los candidatos del radicalismo renovador.

## Su gestión como gobernador deMendoza
La construcción de obras viales fue una constante. Más de 410 km de pavimento, entre ellos los caminos de Luján - Blanco Encalada, el camino a Palmira en el este, Maipú - Barrancas. Varios puentes fueron construidos sobre el río Tunuyán y otros lugares del sur mendocino. También el riego tuvo gran desarrollo en su gobierno, se construyeron defensas aluvionales, se incrementaron las redes de agua potable. Respecto a la labor social amplió el beneficio de las jubilaciones y pensiones a todos los empleados estatales, se destacó por la creación de dos orfanatos y salitas  sanitarias en diferentes pueblos del interior provincial
Triunfante en las elecciones por amplio margen, asumió el cargo tras lo cual puso como foco resolver los problemas sociales,  creando la secretaria de Salubridad  e iniciando la construcción del nuevo Hospital Provincial. Se dictó una nueva ley de educación, se cosntruyeron 73 escuelas en el interior provincial y se modernizó el Estado con la sanción de las leyes orgánicas de municipalidades, de tribunales y del código de procedimientos judiciales, reorganizó las cuentas de la provincia, mejorando la recaudación y bajo la deuda provincial en dos tercios, logrando en cada año un superávit en las cuentas públicas.
En esas mismas elecciones a nivel nacional triunfó la fórmula Perón-Quijano. Fue uno de los gobernadores peronistas y una de las figuras más relevantes en el peronismo mendocino, aunque lo fueron más que nada en la dimensión provincial, junto con los gobernadores: Blas Brisoli (1949-1952) y Carlos Evans (1952-1955).

## Exilio y Muerte
Su período como gobernador concluyó en 1949, rechazando su reelección, durante la dictadura de Pedro Eugenio Aramburu su hijo mayor fue apresado y torturado por razones políticas, tras ser liberado y temiendo por la integridad física de su familia Picallo se exiliará en Valparaíso hasta la caída del régimen de Aramburu.
Falleció en Buenos Aires el 16 de julio de 1971.